# Peter Anthony Tambakis
Peter Anthony Tambakis (15 febbraio 1984) è un attore statunitense.
Ha iniziato la sua carriera nel 1996, a 12 anni nel film Ransom - Il riscatto ma la fama arrivò tre anni dopo, nel 1999 con il film The Sixth Sense - Il sesto senso.

## Filmografia parziale
- Ransom - Il riscatto, regia di Ron Howard (1996)
- Joe the King, regia di Frank Whaley (1999)
- The Sixth Sense - Il sesto senso (The Sixth Sense), regia di M. Night Shyamalan (1999)
- Little Nicky - Un diavolo a Manhattan (2000)
- Doppia ipotesi per un delitto, regia di Wayne Beach (2005)
- Law & Order - Unità vittime speciali (Law & Order: Special Victims Unit) - serie TV (2006)
- Fighting, regia di Dito Montiel (2009)
- The Son of No One, regia di Dito Montiel (2011)